# Кінець бабиного літа
«Кінець бабиного літа» — радянський художній фільм 1983 року, знятий кіностудією «Білорусьфільм».

## Сюжет
Колишній чоловік Марії поїхав в місто на заробітки і не повернувся. Вона залишилася з двома дітьми. Якийсь час вона чекала і сподівалася на його повернення. Надія допомагала переносити важке колгоспне життя. Минуло двадцять років і Іван з'явився в селі. Але ні дружина, ні діти, що виросли без нього, не визнали в ньому рідну людину…

## У ролях
- Алла Мещерякова — Марія Кузьмівна
- Михайло Жигалов — Іван Кирилович
- Василь Міщенко — Гриша, син Марії
- Людмила Полякова — Аграфена Купріянівна
- Валентина Грушина — Клава
- Яна Друзь — Надя, дочка Марії
- Микола Скоробогатов — дід Кирило
- Володимир Землянікін — Петро Григорович Берестень
- Олександр Аржиловський — Олександр, чоловік Наді
- Едуард Гарячий — чоловік Олени, гармоніст
- Олександр Жданович — епізод
- Олена Землянікіна-Крилатова — епізод
- Світлана Кузьміна — Люба
- Павло Первушин — епізод
- Ніна Розанцева — епізод
- Юзефа Саєвич — епізод
- Олена Фетисенко — Олена Тарасівна
- Марина Куценко — дочка Клави
- Елла Куценко — дочка Клави
- Тетяна Чекатовська — доярка

## Знімальна група
- Режисер — Діамара Нижниковська
- Сценарист — Олесь Осипенко
- Оператор — Олег Авдєєв
- Композитор — Леонід Захлівний
- Художники — Михайло Карпук, Володимир Шнаревич